# Červoři
Červoři (Gymnophiona) čili beznozí (Apoda) jsou jeden z řádů obojživelníků. Mají protáhlé červovité tělo s redukovanými končetinami. Žijí většinou skrytě v půdě, příp. ve vodě.

## Taxonomie
Řád recentních (soudobých) červorů se dělí na deset čeledí:
- Rhinatrematidae (pačervorovití) – 2 rody, 11 druhů; Jižní Amerika
- Ichthyophiidae (červorovití) – 3 rody, 50 druhů; Jižní a Jihovýchodní Asie
- Scolecomorphidae (afročervorovití) – 2 rody, 6 druhů; Afrika
- Herpelidae – 2 rody, 9 druhů; Afrika
- Caeciliidae (cecíliovití) – 2 rody, 42 druhů; Jižní a Střední Amerika
- Typhlonectidae (červorovcovití) – 5 rodů, 13 druhů; Jižní Amerika – vodní druhy
- Indotyphlidae – 7 rodů, 21 druhů; Afrika, Indie, Seychely
- Siphonopidae – 7 rodů, 19 druhů; Jižní Amerika
- Dermophiidae – 4 rody, 13 druhů; Afrika, Jižní a Střední Amerika
- Chikilidae – 1 rod, 3 druhy; Indie[2]

## Popis
Připomínají bezobratlé kroužkovce (např. žížaly). Mohou dosahovat délky až 1,5 metru.
Červovitý vzhled jim dodává prstencovitá segmentace těla. Počet prstenců odpovídá počtu obratlů. Tělo je válcovité, sekundárně bez končetin, ocas krátký. Hlava je tupá, ve tvaru projektilu, lebka je kompaktní; silná dolní čelist. Hlava slouží jako nástroj k vrtání chodeb v půdě, ve které červoři žijí. Na každé straně hlavy mezi nozdrou a okem jsou vysunovatelná tykadélka (tentakuly), pomocí nichž červoři vyhledávají potravu. Chybí sternum; žebra mají červoři nejvyvinutější ze všech obojživelníků. Plíce jsou protáhlé, levá plíce je často redukovaná; alveolární strukturu má jen pravá plíce; červorovec Eiseltův (Atretochoana eiselti) plíce nemá. Ledviny červorů si zachovávají segmentární (metamerní) uspořádání. Oči a uši jsou zakrnělé (redukované oči jsou přerostlé průhlednou kůží; sluchové vnímání je omezeno, střední ucho je redukované). Samci mají kopulační orgán (phallodeum) tvořený vychlípitelnou částí stěny kloaky. Oplození je vnitřní. Vývoj potomstva může být v závislosti na druhu vnitřní (živorodost) i vnější (vejcorodost), v druhém případě přímý i nepřímý přes stadium vodní larvy. Potravu tvoří různí bezobratlí, u větších druhů i drobní obratlovci.
Kůže červorů je hladká, pokrytá osifikovanými šupinami (uhličitan vápenatý); přítomno je tzv. kožní dýchání.

## Rozmnožování

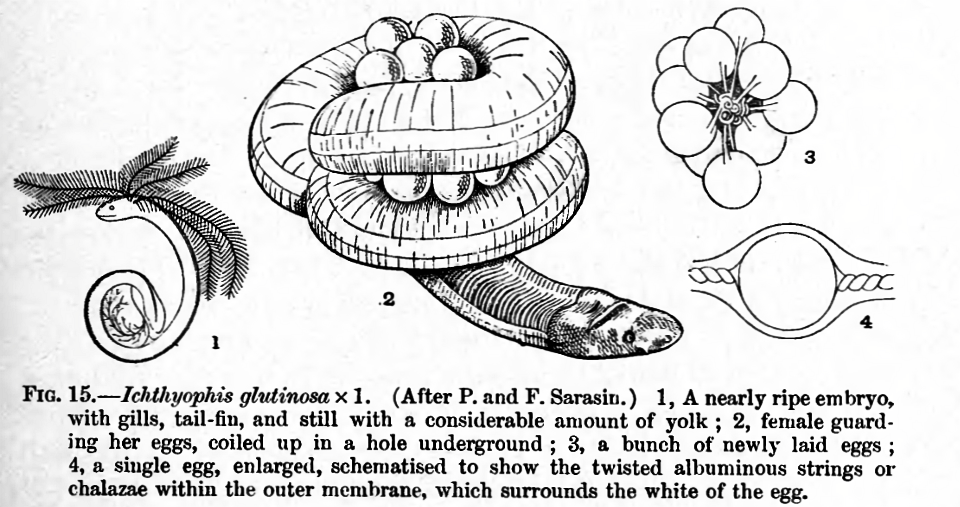
Péče o potomstvo červora cejlonského (Ichthyophis glutinosus)

Červoři jsou jedinou skupinou obojživelníků s výhradně vnitřním oplozením. Samci při kopulaci vsunou kopulační orgán do samičí kloaky na 2–3 hodiny. Některé druhy jsou vejcorodé (asi 25 % druhů), některé živorodé (asi 75 %). Živorodé druhy se vyvíjejí v těle samice a živí se speciálními buňkami samice (např. ukousávání děložní sliznice matky). Zárodky živorodých se živí vlastním žloutkem, později epiteliálními buňkami vejcovodu. Mláďata živorodých jsou podobná dospělcům. Vejcorodí mají stádium vodní larvy, které mají elektroreceptory.
U samic byla zaznamenána péče o potomstvo, např. samice cecilky Microcaecilia dermatophaga jednak hlídá nakladená vajíčka, jednak se vylíhlá mláďata živí buňkami její pokožky, které jsou bohaté na tuk (okusují je speciálními zoubky). Mláďata cecílie kroužkované se živí sekretem žlázy na konci matčina ocasu a okusováním její pokožky. Samice červora cejlonského (Ichthyophis glutinosus) ovíjejí vajíčka (viz obr.).